# Annamária Agócs
Annamária Agócs (* 20. März 1971 in Pincehely) ist eine ehemalige ungarische Fußballspielerin.

## Karriere

### Vereine

#### Ungarn
Agócs spielte von 1985 bis 1990 für den László Kórház SC, einem im IX. Budapester Bezirk beheimateten und bis 2006 bestehenden Verein. Während ihrer Vereinszugehörigkeit gewann sie dreimal die Ungarische Meisterschaft. 

#### Deutschland
Nach Deutschland gelangt, gehörte sie von 1990 bis 1993 Grün-Weiß Brauweiler an, für den sie in ihrer Premierensaison Punktspiele in der zweitklassigen Regionalliga West bestritt und als Meister aus dieser Spielklasse hervorging. Über die erfolgreich gestaltete Aufstiegsrunde zur Bundesliga 1991/92 kam sie in dieser bis Saisonende 1992/93 in der Gruppe Nord der seinerzeit zweigleisigen Bundesliga zum Einsatz. In beiden Saisons belegte ihre Mannschaft Platz zwei, der jeweils zur Teilnahme an die Endrunde um die Deutsche Meisterschaft berechtigte. Auf dem Weg ins Finale, verlor sie mit ihrer Mannschaft zweimal im Halbfinale, das in Hin- und Rückspiel ausgetragen wurde, am TSV Siegen mit 1:4 und am TuS Niederkirchen mit 4:5.
Im Wettbewerb um den nationalen Vereinspokal gelangte sie am 22. Juni 1991 ins Finale. Im Olympiastadion Berlin gewann sie, in der 41. Minute für Katja Perner-Wrobel eingewechselt, mit ihrer Mannschaft durch das 1:0-Siegtor von Michaela Kubat in der 19. Minute ihren ersten Titel mit einer deutschen Mannschaft. Am 12. April 1992 erreichte ihre Mannschaft das Halbfinale, wie auch am 20. Mai 1993.

#### Ungarn / Deutschland / Ungarn
Nach Ungarn zurückgekehrt spielte sie erneut für den László Kórház SC, mit dem sie vier weitere Meisterschaften gewann und vier weitere Pokalsiege erringen konnte. Zur Saison 1999/2000 kehrte sie nochmals zu Grün-Weiß Brauweiler zurück, für den sie die ersten zwölf Spieltage in der nunmehr eingleisigen Bundesliga bestritt und vier Tore erzielte. Endgültig nach Ungarn zurückgekehrt gewann sie noch einmal die Meisterschaft, dreimal den Wettbewerb um den Ungarischen Pokal und einmal den Wettbewerb um den Ungarischen Superpokal.

### Nationalmannschaft
Agócs bestritt im Zeitraum von 16 Jahren 15 Länderspiele für die Nationalmannschaft Ungarns und erzielte fünf Tore. Ihr Debüt gab sie am 28. Mai 1988 in Varna beim 2:1-Sieg im Testspiel gegen die Nationalmannschaft Bulgariens. Ihr erstes von fünf Länderspieltoren erzielte sie am 21. Mai 1989 in Trenčín bei der 1:2-Niederlage im Testspiel gegen die Nationalmannschaft der Tschechoslowakei. Ihren letzten Einsatz als Nationalspielerin hatte sie am 24. April 2004 in Reims bei der 0:6-Niederlage gegen die Nationalmannschaft Frankreichs im fünften EM-Qualifikationsspiel der Gruppe 3 für die Europameisterschaft 2005.

## Erfolge
László Kórház SC
- Ungarischer Meister 1986, 1987, 1989, 1994, 1995, 1998, 1999, 2000
- Ungarischer Pokalsieger 1998, 1999, 2000, 2003, 2004
- Ungarischer Superpokalsieger 1996, 1998, 1999, 2000

Grün-Weiß Brauweiler
- DFB-Pokal-Sieger 1991, -Finalist 1993